# Enea Bastianini

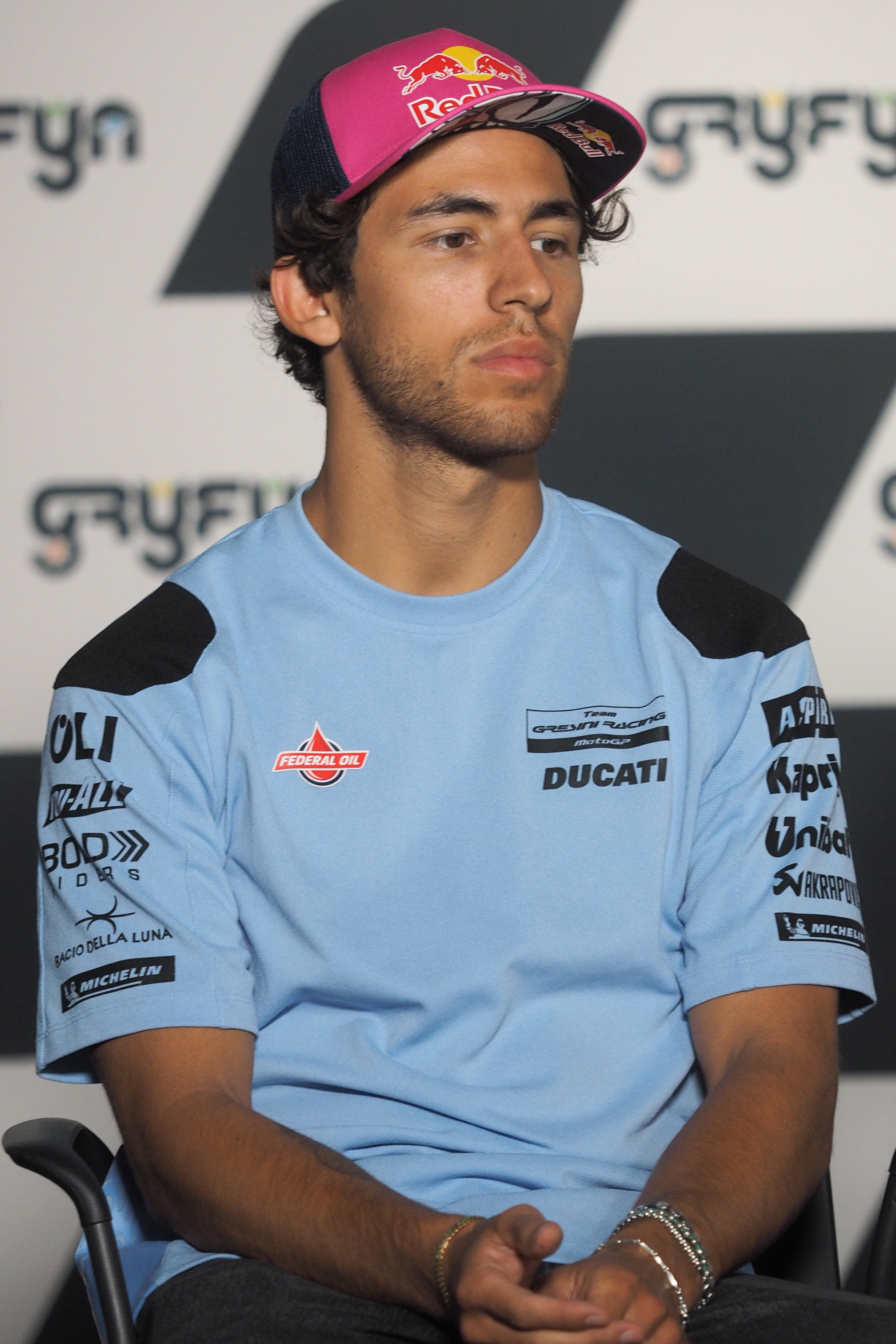
Bastianini under 2022

Enea Bastianini, född 30 december 1997 i Rimini, är en italiensk roadracingförare som tävlar i MotoGP-klassen i världsmästerskapen i Grand Prix Roadracing. Han kom trea i Moto3-VM 2015 och tvåa 2016. Bastianini tävlar med nummer 23 på sin motorcykel. 

## Tävlingskarriär

### Moto3
Bastianini gjorde VM-debut i roadracing i Moto3-klassen säsongen 2014 för Gresini Racing på en KTM-motorcykel. Bastianini tog sin första pallplats i sitt sjunde Grand Prix när han 15 juni 2014 blev tvåa i Kataloniens GP på Circuit de Catalunya. Han blev också tvåa i Tjeckien och trea i Storbritannien på sin väg mot en total 9:e plats i VM. Han tog också hem titeln "Rookie of the Year" , bästa nykomling, överlägset. Bastianini fortsatte hos Gresini 2015 men de bytte motorcykel till Honda. Bastianini tog sin första Grand Prix-seger i San Marinos och Riminikustens Grand Prix den 13 september 2015 på Misanobanan, endast några kilometer från hemstaden Rimini. Bastianini kom trea i VM 2015 och fortsatte hos Gresini och Honda 2016. Trots en svag start på säsongen och två missade race lyckades Bastianini komma tvåa i VM. Något hot mot världsmästaren Brad Binder utgjorde han dock aldrig.
Säsongen 2017 fortsatte Bastianini i Moto3 på en Honda. Han flyttade dock från Gresini-stallet till det spanska stallet Estrella Galicia 0,0. Resultaten 2017 blev sämre och han kom på sjätte plats i VM. Säsongen 2018 bytte Bastianini stall igen, från Estrella Galicia-stallet till Leopard Racing. Det blev en Grand Prix-seger och fjärde plats i VM.

### Moto2
Roadracing-VM 2019 gick Bastianini upp i Moto2-klassen där han körde en motorcykel av fabrikat Kalex för Italtrans Racing Team. Hans bästa placering var trea i Tjeckiens GP och han kom på tionde plats i VM. Batianini fortsatte hos Italtrans Roadracing-VM 2020. Första segern i Moto2 kom i Andalusiens Grand Prix på Jerezbanan 26 juli. Den följande segern i Tjeckien innebar en kortvarig VM-ledning för Bastianini. Han tappade den till Luca Marini, men var med i kampen om VM-titeln med Marini, Sam Lowes och Marco Bezzecchi. Med två Grand Prix kvar ledde Bastianini med sex poäng över Lowes.

### VM-säsonger
| Säsong | Klass  | VM- plac. | Poäng | 1/2/3- plac. | Starter | Motorcykel | Team                       | Startnr |
| ------ | ------ | --------- | ----- | ------------ | ------- | ---------- | -------------------------- | ------- |
| 2014   | Moto3  | 9         | 127   | - / 2 / 1    | 18      | KTM        | Junior Team Go & Fun Moto3 | 33      |
| 2015   | Moto3  | 3         | 207   | 1 / 4 / 1    | 18      | Honda      | Gresini Racing Team Moto3  | 33      |
| 2016   | Moto3  | 2         | 177   | 1 / 1 / 4    | 16      | Honda      | Gresini Racing Moto3       | 33      |
| 2017   | Moto3  | 6         | 141   | - / 1 / 2    | 18      | Honda      | Estrella Galicia 0,0       | 33      |
| 2018   | Moto3  | 4         | 177   | 1 / 2 / 3    | 18      | Honda      | Leopard Racing             | 33      |
| 2019   | Moto2  | 10        | 97    | - / - / 1    | 18      | Kalex      | Italtrans Racing Team      | 33      |
| 2020   | Moto2  | 1         | 205   | 3 / - / -    | 15      | Kalex      | Italtrans Racing Team      | 33      |
| 2021   | MotoGP | 11        | 102   | - / - / 2    | 18      | Ducati     | Avintia Esponsorama Racing | 23      |
| 2022   | MotoGP | 3         | 219   | 4 / 2 / -    | 20      | Ducati     | Gresini Racing MotoGP      | 23      |
| 2023   | MotoGP | 15        | 84    | 1 / - / -    | 11      | Ducati     | Ducati Lenovo Team         | 23      |
| 2024   | MotoGP | 3         | 214   | 1 / 2 / 3    | 11      | Ducati     | Ducati Lenovo Team         | 23      |

## Framskjutna placeringar
Uppdaterad till 2020-10-26.
| Nr | Grand Prix     | År   |
| -- | -------------- | ---- |
| 1  | Andalusien     | 2020 |
| 2  | Tjeckien       | 2020 |
| 3  | Emilia-Romagna | 2020 |

| Nr | Grand Prix | År   |
| -- | ---------- | ---- |
| 1  | Aragonien  | 2020 |

| Nr | Grand Prix | År   |
| -- | ---------- | ---- |
| 1  | Tjeckien   | 2019 |
| 2  | Qatar      | 2020 |
| 3  | San Marino | 2020 |
| 4  | Teruel     | 2020 |

| Nr | Grand Prix | År   |
| -- | ---------- | ---- |
| 1  | San Marino | 2015 |
| 2  | Japan      | 2016 |
| 3  | Katalonien | 2018 |

| Nr | Grand Prix     | År   |
| -- | -------------- | ---- |
| 1  | Katalonien     | 2014 |
| 2  | Tjeckien       | 2014 |
| 3  | Qatar          | 2015 |
| 4  | Frankrike      | 2015 |
| 5  | Katalonien     | 2015 |
| 6  | Tjeckien       | 2015 |
| 7  | San Marino     | 2016 |
| 8  | Storbritannien | 2017 |
| 9  | Amerika        | 2018 |
| 10 | Österrike      | 2018 |

| Nr | Grand Prix     | År   |
| -- | -------------- | ---- |
| 1  | Storbritannien | 2014 |
| 2  | Tyskland       | 2015 |
| 3  | Katalonien     | 2016 |
| 4  | Tyskland       | 2016 |
| 5  | Österrike      | 2016 |
| 6  | Aragonien      | 2016 |
| 7  | Aragonien      | 2017 |
| 8  | Malaysia       | 2017 |
| 9  | TT Assen       | 2018 |
| 10 | Aragonien      | 2018 |
| 11 | Malaysia       | 2018 |